# Panapakkam
Panapakkam es una ciudad y nagar Panchayat situada en el distrito de Ranipet en el estado de Tamil Nadu (India). Su población es de 11536 habitantes (2011).

## Demografía
Según el censo de 2011 la población de Panapakkam era de 11536 habitantes, de los cuales 5719 eran hombres y 5817 eran mujeres. Panapakkam tiene una tasa media de alfabetización del 79,50%, inferior a la media estatal del 80,09%: la alfabetización masculina es del 87,97%, y la alfabetización femenina del 71,27%.